# Devotion
Devotion är den amerikanska drömpop-duon Beach Houses andra studioalbum. Albumet släpptes i februari 2008 på det fristående skivbolaget Carpark. Medverkar gör, förutom Victoria Legrand (piano, sång) och Alex Scally (gitarr, trummor), även Ben McConnell, Dave Andler och Rob Girardi. 
Amerikanska kritiker gav albumet förhållandevis god kritik: Pitchfork Media prisade bandets nyfunna klarhet och Victoria Legrands säregna förmåga att blanda mystik med känsla för klassiska poprefränger., medan Slant Magazines recensent lät sig imponeras av den komplicerade sångstrukturen som bildar kärnan i låtarna.

## Låtlista
| Nr  | Titel                                                     | Längd |
| --- | --------------------------------------------------------- | ----- |
| 1.  | Wedding Bell                                              | 3:55  |
| 2.  | You Came to Me                                            | 4:05  |
| 3.  | Gila                                                      | 4:46  |
| 4.  | Turtle Island                                             | 4:00  |
| 5.  | Holy Dances                                               | 4:19  |
| 6.  | All the Years                                             | 3:36  |
| 7.  | Heart of Chambers                                         | 4:25  |
| 8.  | Some Things Last a Long Time (Daniel Johnston / Jad Fair) | 2:32  |
| 9.  | Astronaut                                                 | 5:05  |
| 10. | D.A.R.L.I.N.G.                                            | 3:18  |
| 11. | Home Again                                                | 4:09  |